# Megasporoporia
Megasporoporia là một chi nấm thuộc họ Polyporaceae.